# Campagne des Zirides au Maghreb al-Aqsa
Batailles
Prise de Fès (980)
 Prise de Sijilmassa (980)
 Expédition ziride contre les Berghouata
La campagne des Zirides au Maghreb al-Aqsa a lieu entre 979 et 985/986. Une première campagne ziride a eu lieu durant l'an 361 de l'hégire (971-972) mais elle eut des résultats précaires et incertains. Celle de 979 vise à étendre l'émirat ziride à une bonne partie de l'actuel Maroc et de le rattacher à l’obédience des califes fatimides en concurrence avec les Zénètes inféodés au califat des Omeyyades de Cordoue. Le ziride Bologhine Ibn Ziri réussit alors à unifier temporairement le Maghreb de l'Atlantique à Tripoli à la faveur de cette expédition.

## Contexte
Bologhine lance une première expédition vers les Zénètes à l'ouest vers l'an 361 de l'hégire (971-972), de laquelle il obtient notamment la soumission des Zenètes et la reconnaissance par Sijilmassa de l’obédience fatimide. Vers l'an 972, les Omeyyades de Cordoue et leurs alliés Zenètes ont comme possession stable Ceuta et sa région, le reste du Maghreb al-Aqsa est morcelé entre des chefferies zénètes et les Cordouans réussissent à battre définitivement les derniers Idrissides. Ils chargent Gafa ben Ganun et son frère Yahia de fédérer un maximum de Zénètes locaux avec un certain succès : à la mort du calife de Cordoue Al Hakkam II en 976, les Maghraouas, Banu Ifran et Meknassa reconnaissent l'autorité omeyyade. Le succès est d'autant plus important que la plupart de ces groupes zénètes étaient jusqu'alors dans l’obédience des Fatimides chiites rivaux des califes de Cordoue. Les Maghraouas et Meknassas ont en effet déferlé sur la région au début du Xe siècle et se sont taillés des fiefs zénètes rivaux au nord de l'actuel Maroc sur les décombres du royaume idrisside, dont les derniers représentants se maintiennent en troublant le jeu entre les multiples intervenants.
Une délégation idrisside, avec à sa tête le prétendant Hassan Ben Ganun se rend en Ifriqiya puis en Égypte à la rencontre du calife fatimide Al Aziz. Ce dernier lui promet l'aide nécessaire pour retrouver son trône. Pendant ce temps les Zénètes pro-cordouans lancent une expédition indécise contre les Berghouatas, fortifient Ceuta et prennent Sijilmassa en 978. Ce renforcement des positions zénètes va entrainer une riposte sanhadjienne : l'émir Ziride Bologhine ibn Ziri prend donc la tête d'une expédition soutenue par les Fatimides occupés eux-mêmes par leur expansion vers l’Égypte et l'Orient. Bologhine ibn Ziri lance ainsi sa deuxième expédition contre le Maghreb al-Aqsa avec deux objectifs : rallier ces terres à son État et rétablir l’obédience des califes fatimides à l'ouest.

## Déroulement

### Une grande expédition contre la tutelle omeyyade au Maghreb
Bologhine ibn Ziri prend la tête d'une armée qui se met en marche depuis Achir le 24 chaabane 368 du calendrier hégirien, soit le 27 mars 979. Les sources sont laconiques mais sa campagne apparait fulgurante : à la tête de 6000 cavaliers d'élite il fonce sur Fez qu'il prend sans difficultés à ses deux gouverneurs : celui du quartier des Kairouanais et celui du quartier des Andalous. Il fait déplacer des Juifs de Fès vers sa capitale Achir.
C'est pendant son séjour à Fez que Bologhine ibn Ziri fait construire la mosquée des Andalous et son minbar dont le dossier comporte la date du Chawwal 369 du calendrier hégiren, soit du 20 avril au 18 mai 980. L'inscription en partie effacée ultérieurement par les Omeyyades de Cordoue contient la mention « Au nom de Dieu, le Clément, le Miséricordieux, ce minbar a été fait dans le mois de shawwal de l’année 369/980 […] », les mots manquants ne peuvent faire référence qu’à l’émir Bologhine ibn Ziri. En effet, vers 980, Fès est entrée depuis vingt ans dans l’orbite des Zirides, gouvernant au nom des califes Fatimides, partis vers l'Orient.
Bologhine ibn Ziri prend ensuite la route de Sijilmassa dont il s'empare et fait mettre à mort l'émir des Maghraoua Ibn Hazar. La province d'Al Hibt est ensuite subjuguée.
Tous les gouverneurs zénètes, ifrenides ou maghraouas et omeyyades se replient sur Ceuta. L'émir les poursuit et les talonne jusqu'à Ceuta. Il parvient jusqu'à la colline de Tétouan et du haut du Djabal Al Nour qui domine la ville il découvre l'importance du dispositif zénète à Ceuta et les renforts affluant par la mer d'Espagne.
Bologhine ibn Ziri juge peu judicieux de s'attaquer à Ceuta : la ville bien retranchée dispose de renforts et d'un repli vers l'Espagne, elle ne peut être prise qu'au prix d'énormes pertes et il la compare à une « vipère prête à mordre ».
Bologhine ibn Ziri décide de prendre la route de Basra qu'il prend, pille et ruine avant de continuer vers Assilah, dont il s'empare probablement. Il poursuit en prenant la direction des territoires aux mains des Berghouatas. Deux tribus zénètes maghraouas, les Benu Wammanu et Banu Illumi se joignent aux Zirides desquelles elles deviennent auxiliaires selon Ibn Khaldoun sans qu'il puisse dater précisément leur ralliement (années 360-361 ou 368-373 hégiriennes : soit sa première campagne ou celle en cours).

### La deuxième phase: l'expédition contre les Berghouata.
Les Berghouatas, berbères hérétiques, ont pour « roi » un certain Salih ben Issa ben Abi l-Ansar, un mystificateur qui se revendique « prophète ». Bologhine ibn Ziri les « tailla en pièce » lors de combats acharnés et tue leur souverain. Il réduit en esclavage femmes et enfants et les expédie en Ifriqiya : ces derniers font leur entrée à Achir et Kairouan le 11 septembre 981. Bologhine ibn Ziri reste en contact avec le calife fatimide au Caire par un système de poste : les courriers sont envoyés scellés à un lieutenant à Fez qui se charge de les faire parvenir à Bologhine ibn Ziri en campagne dans le pays, et ce dernier les expédie ensuite au gouverneur ('amil) d'Ifriqiya. Ce dispositif est très chronophage. Bologhine ibn Ziri quitte définitivement le pays Berghouata durant l'an 372 du calendrier hégirien soit entre juin 982 et juin 983.
Bologhine ibn Ziri doit regagner le Maghreb central après une halte à Sijilmassa. Aussitôt les Ifran et Maghraoua réinvestissent leur territoire et se proclament à nouveau dans l’obédience des califes de Cordoue. Bologhine ibn Ziri rebrousse chemin mais meurt de maladie entre Sijilmassa et Tlemcen, peut-être au niveau de la trouée de Taza, le 21 Dhou al-hijja 373 du calendrier hégirien soit le 25 mai 984. Son fils Al-Mansur est à Achir, dont il a la charge de gouverneur, quand il apprend la nouvelle et est proclamé émir.

## Conséquences

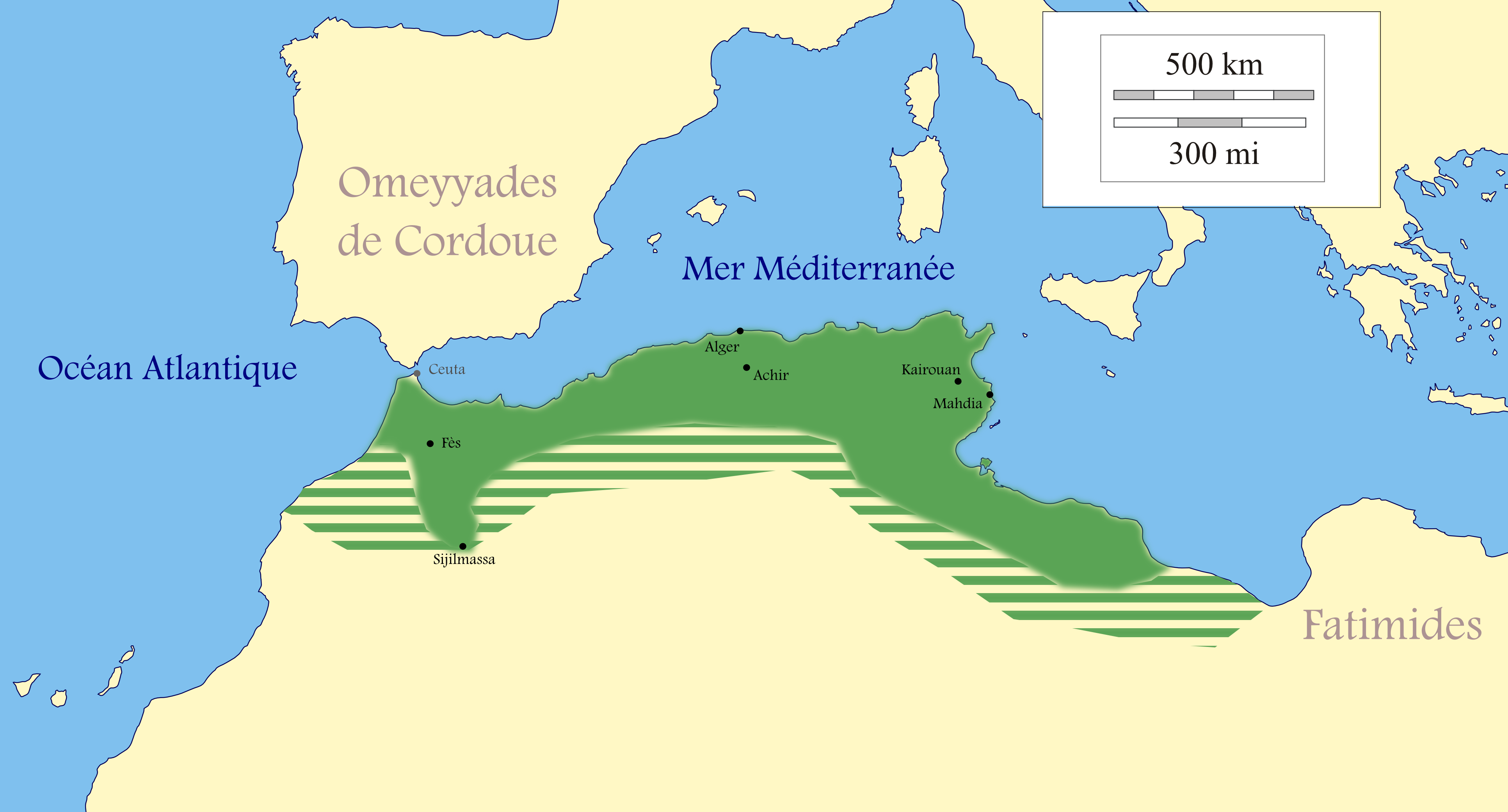
Domaine ziride à la suite de la campagne (v.980)

Peu avant sa mort Bologhine ibn Ziri fit don d'un corps de cavalerie sanhadja et un subside à l'idrisside Hassan Ben Ganun accompagné d'un général ziride afin de rallier un maximum de locaux face aux Omeyyades de Cordoue. Cependant ces derniers envoient le général 'Amr Ben Abdallah 'Askalaga qui défait les dernières troupes zirides et Hassan Ben Ganun durant l'année hégirienne 375, soit entre mai 985 et mai 986. L'émir Al Mansur ben Bologhine fils de Bologhine ibn Ziri occupé par les intrigues en Ifriqiya où il remplace les gouverneurs arabes par des fidèles ne s’intéresse plus au Maghreb al-Aqsa qu'il abandonne. Bologhine par cette expédition s'empare de Fez et de tout le Maroc il y étend le domaine ziride et il faudra attendre le XIIe siècle pour qu'un autre souverain maghrébin , Abd el-Mumin, réunisse tout le Maghreb de l'Atlantique à Tripoli.